# Luis Díaz
Luis Díaz, född 1 december 1977 i Mexico City, är en mexikansk racerförare.

## Racingkarriär
Díaz körde formelbilsracing i Atlantic Championship och Indy Lights i början av 2000-talet. Han gjorde även två starter i Champ Car. Därifrån gick han vidare till sportvagnsracing och Grand-Am innan han 2007 bytte till American Le Mans Series. Han vann LMP2-klassen 2009.